# Salwador na Letnich Igrzyskach Olimpijskich 1984
Salwador na Letnich Igrzyskach Olimpijskich 1984 reprezentowało 10 zawodników (9 mężczyzn i 1 kobieta). Był to 3. start reprezentacji Salwadoru na letnich igrzyskach olimpijskich.

## Reprezentanci

### Judo
Mężczyźni
| Zawodnik     | Konkurencja | 1/8              | Ćwierćfinał       | Półfinał         | Repesaż 1        | Repesaż 2        | Repesaż 3        | Finał            | Finał   |
| Zawodnik     | Konkurencja | Przeciwnik Wynik | Przeciwnik Wynik  | Przeciwnik Wynik | Przeciwnik Wynik | Przeciwnik Wynik | Przeciwnik Wynik | Przeciwnik Wynik | Miejsce |
| ------------ | ----------- | ---------------- | ----------------- | ---------------- | ---------------- | ---------------- | ---------------- | ---------------- | ------- |
| Fredy Torres | -65 kg      | Sergio Sano P    | Nie awansował     | Nie awansował    | Nie awansował    | Nie awansował    | Nie awansował    | Nie awansował    | =20.    |
| Juan Vargas  | -71 kg      | Auck Kalwihzi W  | Ahn Byeong-keun P |                  | Kieran Foley P   | Nie awansował    | Nie awansował    | Nie awansował    | =9.     |

### Lekkoatletyka
Mężczyźni
| Zawodnik      | Konkurencja   | Eliminacje | Eliminacje | Ćwierćfinał   | Ćwierćfinał   | Półfinał      | Półfinał      | Finał         | Finał         |
| Zawodnik      | Konkurencja   | Czas       | Miejsce    | Czas          | Miejsce       | Czas          | Miejsce       | Czas          | Miejsce       |
| ------------- | ------------- | ---------- | ---------- | ------------- | ------------- | ------------- | ------------- | ------------- | ------------- |
| Aldo Salandra | Bieg na 100 m | 11.31      | 7,         | Nie awansował | Nie awansował | Nie awansował | Nie awansował | Nie awansował | Nie awansował |
| Aldo Salandra | Bieg na 200 m | 22.90      | 7.         | Nie awansował | Nie awansował | Nie awansował | Nie awansował | Nie awansował | Nie awansował |
| René Lopez    | Bieg na 400 m | 48.71      | 8.         | Nie awansował | Nie awansował | Nie awansował | Nie awansował | Nie awansował | Nie awansował |
| Luis Campos   | Chód na 20 km | —          | —          | —             | —             | —             | —             | 1:48:45       | 37.           |

Kobiety
| Zawodniczka    | Konkurencja    | Eliminacje | Eliminacje | Półfinał | Półfinał | Finał          | Finał          |
| Zawodniczka    | Konkurencja    | Czas       | Miejsce    | Czas     | Miejsce  | Czas           | Miejsce        |
| -------------- | -------------- | ---------- | ---------- | -------- | -------- | -------------- | -------------- |
| Kriscia García | Bieg na 1500 m | —          | —          | 4:38.00  | 12.      | Nie awansowała | Nie awansowała |
| Kriscia García | Bieg na 3000 m | 9:42.28    | 9.         | —        | —        | Nie awansowała | Nie awansowała |

### Pływanie
Mężczyźni
| Zawodnik          | Konkurencja              | Eliminacje | Eliminacje | Finał         | Finał         |
| Zawodnik          | Konkurencja              | Czas       | Miejsce    | Czas          | Miejsce       |
| ----------------- | ------------------------ | ---------- | ---------- | ------------- | ------------- |
| Salvador Salguero | 100 m stylem grzbietowym | 1:04.99    | 38.        | Nie awansował | Nie awansował |
| Salvador Salguero | 200 m stylem grzbietowym | 2:21.75    | 32.        | Nie awansował | Nie awansował |
| Juan Miranda      | 100 m stylem motylkowym  | 1:04.33    | 45.        | Nie awansował | Nie awansował |
| Juan Miranda      | 200 m stylem motylkowym  | 2:38.32    | 34.        | Nie awansował | Nie awansował |

### Strzelectwo
Mężczyźni
| Zawodnik                 | Konkurencja | Finał  | Finał   |
| Zawodnik                 | Konkurencja | Punkty | Miejsce |
| ------------------------ | ----------- | ------ | ------- |
| Julio González Suvillaga | Trap        | 124    | 69.     |

### Zapasy
Styl wolny
| Zawodnik       | Konkurencja            | Runda eliminacyjna            | Runda eliminacyjna  | Runda eliminacyjna | Runda eliminacyjna | Runda eliminacyjna | Runda eliminacyjna | Finał         | Miejsce       |
| Zawodnik       | Konkurencja            | Runda 1                       | Runda 2             | Runda 3            | Runda 4            | Runda 5            | Runda 6 / 7        | Finał         | Miejsce       |
| -------------- | ---------------------- | ----------------------------- | ------------------- | ------------------ | ------------------ | ------------------ | ------------------ | ------------- | ------------- |
| Gustavo Manzur | Styl wolny (68 kg)     | Jagmander Balyan Singh L 0–14 | Erwin Knosp L 2:34  | Nie awansował      | Nie awansował      | Nie awansował      | Nie awansował      | Nie awansował | Nie awansował |
| Gustavo Manzur | Styl klasyczny (62 kg) | Hugo Dietsche L 0–12          | Kim Weon-kee L 0:20 | Nie awansował      | Nie awansował      | Nie awansował      | Nie awansował      | Nie awansował | Nie awansował |